# Ipomoea excisa
Ipomoea excisa är en vindeväxtart som beskrevs av Ignatz Urban. Ipomoea excisa ingår i släktet praktvindor, och familjen vindeväxter. Inga underarter finns listade i Catalogue of Life.